# Pervomajszkoje (Tomszki terület)
Pervomajszkoje (oroszul: Первомайское) falu Oroszország Tomszki területén, Nyugat-Szibériában, a Pervomajszkojei járás székhelye. 
Népessége: 5641 fő (a 2010. évi népszámláláskor).
"Pervomajszkoje" az orosz pervoje majá-ból ('május elseje') képzett szó, a szovjet korszak óta számos település neve. A falu korábbi neve Piskino-Troica.

## Elhelyezkedése

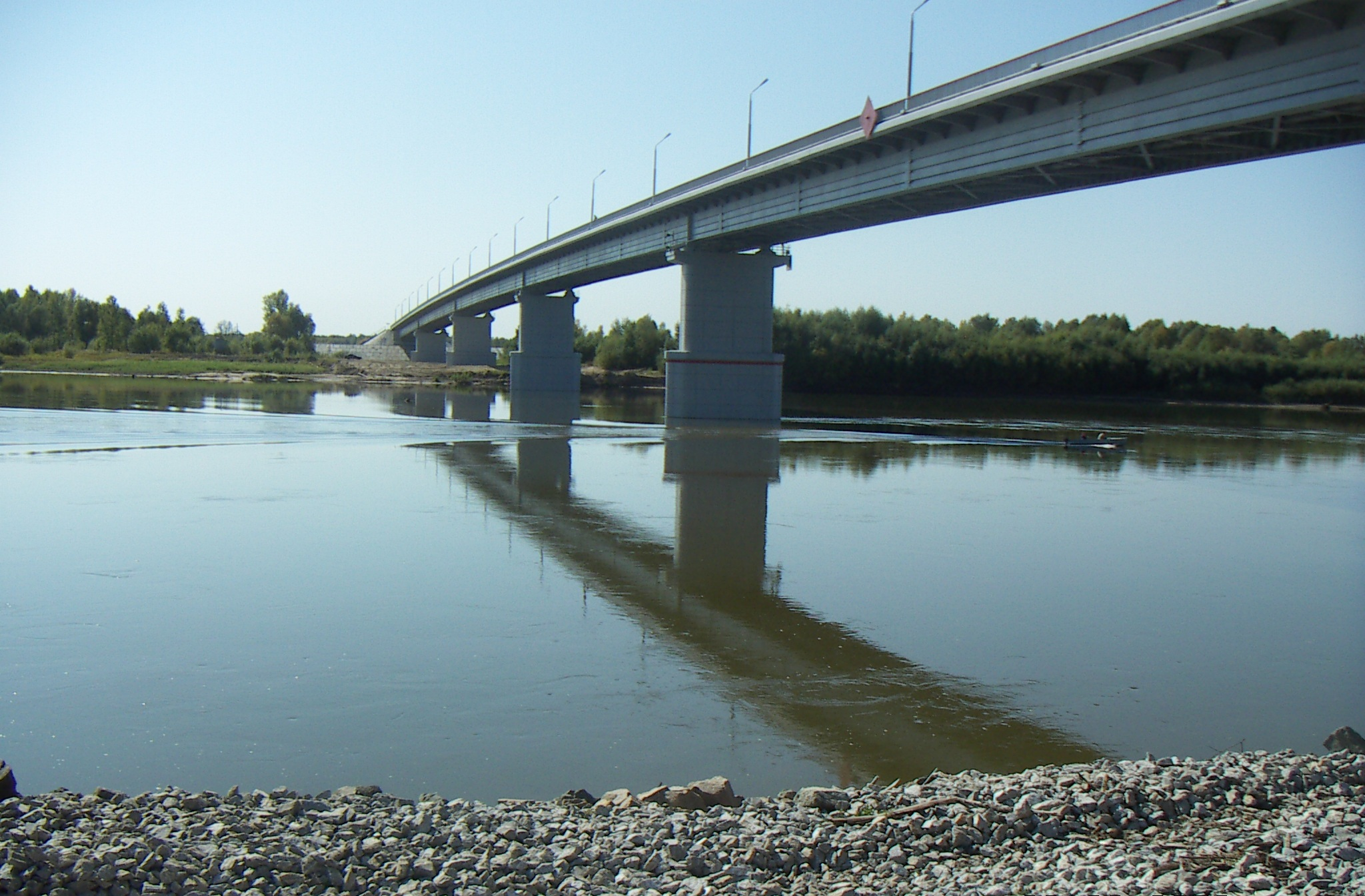
A Troickij híd a Csulimon

Tomszk területi székhelytől 119 km-re északkeletre, a Csulimi-síkság déli részén, a Csulim jobb partján helyezkedik el. Aszino járási székhelytől mindössze 10 km-re, de a Csulim túlsó partján fekszik.
A falu mellett közúti híd épült a Csulimon. A 713 m hosszú Troickij hidat 2000 őszén kezdték építeni és 2006 augusztusában adták át a forgalomnak.

## Története
A falu helyén századokkal korábban csulimi tatárok apró települése volt, jurti Piski (Jurtinak nevezték egyes szibériai népek lakhelyeit). Nevét feltehetően Piska csulimi hercegről (fejedelemről?) kapta. A később itt letelepült orosz bevándorlók első fatemplomukat 1725-26-ban emelték, a falut erről nevezték el (Troica jelentése 'Szentháromság').